# Apoteke
|  |

Apoteke o Apotheke fue el nombre helenizado de la capital del nomo XI del Alto Egipto, situada junto a la orilla occidental del Nilo a medio camino entre Menfis y Asuán.
Nombre egipcio: Shas-hotep. Nombre griego: Apoteke. Nombre árabe: Shutb. 
- Situación: 27° 09′ N 31° 14′ E

La ciudad tuvo como símbolo al dios Seth, su principal deidad, venerado junto con Horus. 

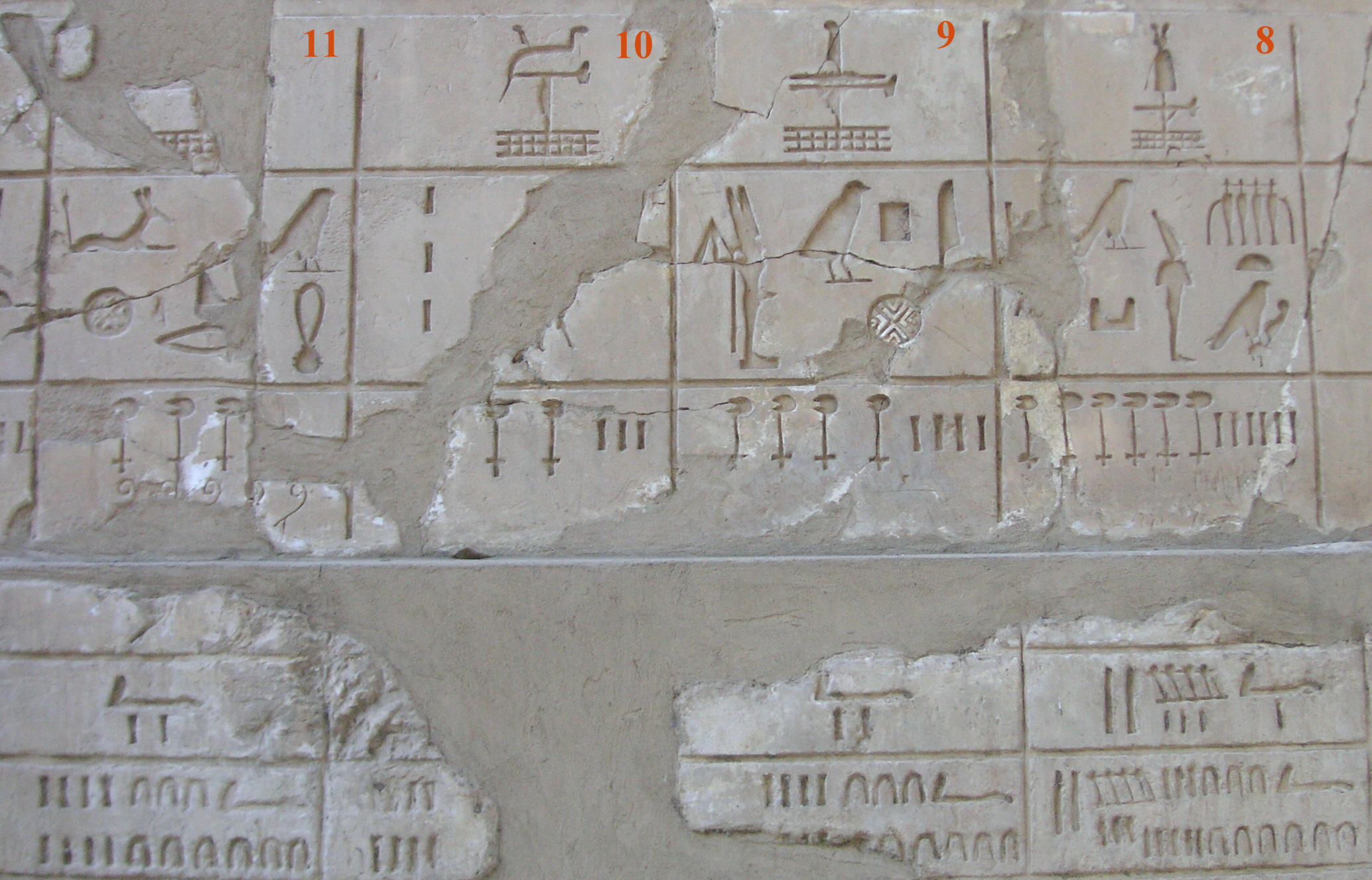
Nomos del VIII al XI. Este último (a la izquierda) tenía como centro administrativo a la ciudad de Shas-hotep.

## Restos arqueológicos
- Se erigieron templos en honor de Seth y Horus, los dioses protectores.
- Especialmente relevantes son unas tumbas excavadas en la roca que datan del Imperio Medio, situadas en la necrópolis, Rifeh.
- De tiempos más recientes es un monasterio copto (Deir Balyzeh), excavado en 1906 por Flinders Petrie, quien publicó un informe en 1907.[1]
- Diversos papiros, también descritos por Petrie.[2][3]
- Restos de cerámica.[4]